# Teting-sur-Nied
Teting-sur-Nied település Franciaországban, Moselle megyében. Lakosainak száma 1260 fő (2022. január 1.). Teting-sur-Nied Folschviller, Guessling-Hémering, Laudrefang, Lelling és Pontpierre községekkel határos.

## Népesség
A település népessége az elmúlt években az alábbi módon változott:
| Lakosok száma | 1453 | 1411 | 1393 | 1305 | 1289 | 1280 | 1264 | 1262 | 1260 |
|               | 2013 | 2015 | 2016 | 2017 | 2018 | 2019 | 2020 | 2021 | 2022 |